# Suilven
Suilven är ett berg i Storbritannien.   Det ligger i kommunen Highland och riksdelen Skottland, i den norra delen av landet, 800 km norr om huvudstaden London. Toppen på Suilven är 731 meter över havet, eller 488 meter över den omgivande terrängen. Bredden vid basen är 8,8 km.
Terrängen runt Suilven är huvudsakligen kuperad, men åt nordväst är den platt. Trakten runt Suilven är nära nog obefolkad, med mindre än två invånare per kvadratkilometer. Närmaste större samhälle är Lochinver, 7,1 km nordväst om Suilven. Trakten runt Suilven består i huvudsak av gräsmarker.